# حارة مذبح (صنعاء)

تعديل مصدري - تعديل

حارة مذبح هي إحدى حارات حي معين بمديرية معين إحد مديريات العاصمة اليمنية صنعاء، بلغ تعداد سكانها 1129 نسمة حسب تعداد اليمن لعام 2004.